# Rejon czerepanowski
Rejon czerepanowski (ros Черепановский район) – rejon będący jednostką podziału administracyjnego rosyjskiego obwodu nowosybirskiego.

## Historia
Pierwsze rosyjskie osadnictwo na ziemiach dzisiejszego rejonu czerepanowskiego pochodzi z XVII wieku, gdy zaczęły pojawiać się tutaj pierwsze wsie. Od 1804 roku podlegały one pod zarząd tomskiej guberni, a na poziomie lokalnym pod władze mające swą siedzibę w mieście Barnauł. W okresie Imperium Rosyjskiego rosyjska kolonizacja osadnikami z centralnych i zachodnich rubieży państwa powoli zaludniała te tereny. W 1912 roku przez ziemie te poprowadzona zostaje trasa Kolei Ałtajskiej. W czasie trwania rosyjskiej wojny domowej ziemie te trafiają pod zarząd wojsk Białych związanych z admirałem Aleksandrem Kołczakiem, a następnie już w 1920 roku wchodzą na stałe w skład państwa bolszewickiego. W 1920 roku Syberyjski Komitet Rewolucyjny przeprowadza reorganizację administracji. W 1921 roku ziemie skupione wokół Czeriepanowa otrzymują własny, sowiecki samorząd. W tym samym roku wybrano pierwszych delegatów do lokalnej Rady Robotników Chłopów i Żołnierzy. Sowieci rozwijają przemysł na tym obszarze, a pierwsza fabryka powstała tu jeszcze w 1912 roku. Rejon czerepanowski zostaje powołany do życia w czerwcu 1925 roku, choć o jego utworzeniu zadecydowano jeszcze rok wcześniej. Były to głównie tereny rolnicze, które w latach dwudziestych XX wieku produkowały około miliona ton różnych zbóż. W latach trzydziestych z inicjatywy Józefa Stalina rusza natomiast proces forsownej kolektywizacji sowieckiego rolnictwa. Jednocześnie rozwijany jest nadal lokalny przemysł. Od 1932 roku produkowano tu m.in. bojlery do urządzeń grzewczych. W czasie wielkiej wojny ojczyźnianej ewakuowano tu kilka zakładów przemysłowych i instytutów naukowych z zachodu kraju, np. z Leningradu. Schronienie znalazło to także 7127 osób. Po wojnie liczba ludności wynosiła 50 800 osób, z czego 28 600 stanowili mężczyźni. Łącznie działało tu też 16 małych i średnich zakładów przemysłowych. W dalszym ciągu inwestowano także w rolnictwo. Łącznie 12 mieszkańców otrzymało tytuł Bohatera Związku Radzieckiego, 65 mieszkańców Order Lenina, a 7 tytuł Bohatera Pracy Socjalistycznej.

## Charakterystyka
Rejon czerepanowski położony jest w południowo-wschodniej części obwodu nowosybirskiego. Odległość od obwodowej stolicy, Nowosybirska wynosi 108 kilometrów, a większość jego mieszkańców trudni się rolnictwem oraz pracą w przemyśle. Na terenie rejonu operuje 15 średnich i dużych zakładów przemysłowych. Przemysł skupia się głównie na wytwarzaniu produktów inżynieryjnych, materiałów budowlanych, tekstyliów oraz na przetwórstwie żywności. W 2011 roku wytworzono tu towarów o łącznej wartości 2,8 miliardów rubli. Największe zakłady przemysłowe w regionie produkują m.in. cegły, bojlery oraz inne elementy grzewcze oraz urządzenia sanitarne. Łączna powierzchnia terenów wykorzystywanych w rolnictwie wynosi 294 000 hektarów. Wartość produkcji sektora rolniczego w 2011 roku to 2,1 miliardów rubli. W 2011 roku w zakup nowoczesnego sprzętu oraz rozwój rolnictwa zainwestowano 262 miliony rubli. Lasy zajmują powierzchnię 15647 hektarów. Rejon dzieli się na 3 osiedla typu miejskiego i 11 osiedli typu wiejskiego (sielsowietów).
Na terenie rejonu czerepanowskiego operuje 36 szkół publicznych różnego typu. Placówki kulturalne na tym obszarze to przede wszystkim 41 klubów kulturalnych, centralna biblioteka rejonowa z 27 oddziałami oraz muzeum i galeria sztuki. Opiekę medyczną zapewnia szpital rejonowy, 7 mniejszych szpitali, 3 kliniki oraz 34 przychodnie zdrowotne. Władze rejonu rozwijają także infrastrukturę sportową. W 2010 roku ukończono budowę wielofunkcyjnego stadionu sportowego. Oprócz niego działa tu także 17 lodowisk przeznaczonych do gry w hokeja (o różnym standardzie), 3 pływalnie i kąpieliska, a także obiekt do uprawiania narciarstwa. Według danych federalnych w 2010 roku na terenie rejonu żyło 50 512 osób. Dla porównania w 1998 roku wielkość miejscowej populacji wynosiła 55 400 dusz. Bezrobocie wśród mieszkańców w 2011 roku wyniosło 1,6%. Według danych z 2010 roku średnia miesięczna pensja wynosi 12 250 rubli, co było wzrostem o 7% w porównaniu z 2009 rokiem.